# Deighton River
Der Deighton River ist ein Fluss im Norden des australischen Bundesstaates Queensland, in der Region Far North Queensland auf der Kap-York-Halbinsel.

## Geographie

### Flusslauf
Der Fluss entspringt an den Westhängen der Battle Camp Range, einem Teil der Great Dividing Range, rund 45 Kilometer südwestlich von Cooktown. Von dort fließt er zunächst nach Nordwesten entlang des Gebirgszuges und biegt dann nach Westen ab. Bei Erreichen des Lakefield-Nationalparks wendet er seinen Lauf wieder nach Nordwesten und mündet etwa fünf Kilometer südlich der Siedlung Old Laura in den Laura River.

### Nebenflüsse mit Mündungshöhen
- Slatey Creek – 66 m[1]